# 西山雄希
西山　雄希（にしやま　ゆうき、1991年11月16日 - ）は、広島県東広島市出身の日本の柔道選手。階級は73kg級。身長170cm。得意技は小外刈。筑波大学卒。西山大希は兄にあたる。

## 人物
柔道は6歳の時に始めた。全国中学校柔道大会で伊左次雄介に決勝で敗れ2位となった。桐蔭学園高等学校3年の時にはインターハイでも2位となった。その後、全日本ジュニアを制して、世界ジュニアでも優勝した。さらにシニアの大会である講道館杯でも3位となり、グランドスラム・東京では高校生ながら3位に入る健闘を見せた。2010年には、ワールドカップ・ウィーンでも3位になった。
2012年5月にはグランドスラム・モスクワに出場して、決勝で昨年の世界選手権で3位になったウズベキスタンのナフルズ・ユラコビロフを指導3で破りIJFグランプリシリーズで初優勝を飾った。
2013年7月のユニバーシアード個人戦では3位だったものの、団体戦では優勝を飾った。
2014年4月には了徳寺学園の職員となった。11月の講道館杯では決勝でパーク24の橋本壮市を指導2で破り初優勝を飾った。
2015年11月の講道館杯では81kg級に出場するも、初戦で敗れた。
2018年には了徳寺学園を退職した。2019年には1年後輩の西川真帆と結婚した。

## 戦績
- 2006年 -　全国中学校柔道大会　2位
- 2008年 -　全日本ジュニア　2位
- 2009年 -　インターハイ　2位
- 2009年 -　全日本ジュニア　優勝
- 2009年 -　世界ジュニア　優勝
- 2009年 -　講道館杯　3位
- 2009年 -　グランドスラム・東京　3位
- 2010年 -　ワールドカップ・ウィーン　3位
- 2010年 -　ワールドカップ・リスボン　3位
- 2010年 -　世界ジュニア　5位
- 2010年 -　講道館杯　3位
- 2010年 -　グランドスラム・東京　2位
- 2012年 -　ワールドカップ・オーバーヴァルト　3位
- 2012年 -　グランプリ・デュッセルドルフ　5位
- 2012年 -　グランドスラム・モスクワ　優勝
- 2012年 -　学生体重別団体　2位
- 2012年 -　グランドスラム・東京 3位
- 2013年 -　ヨーロッパオープン・ブダペスト　優勝
- 2013年 -　体重別　2位
- 2013年 -　ユニバーシアード　個人戦　3位　団体戦　優勝
- 2013年 -　学生体重別団体　優勝
- 2013年 -　講道館杯　5位
- 2014年 -　グランプリ・アスタナ　5位
- 2014年 -　講道館杯　優勝
- 2014年 -　グランドスラム・東京　7位
- 2016年 -　実業団体　男子3部 優勝
- 2016年 -　実業個人選手権　2位

(出典、JudoInside.com)。